# El Haouch
El Haouch è un comune dell'Algeria, situato nella provincia di Biskra.